# Веніамін Григорович
Веніамін Григорович (*поч. XVIII cт. — †до 5 жовтня 1745, Київ) — український церковний діяч, економ Братського монастиря. Вихованець та викладач Києво-Могилянської академії.

## Біографія
Вчився у Києво-Могилянській академії. Під час навчання прийняв чернечий постриг у Київському Братському монастирі.
1734/1735 навчальному році викладав у класі аналогії Києво-Могилянської академії. 1736 висвячений на ієромонаха. Учитель класу інфими (1736/1737), граматичних класів (1737–1739).
8 листопада 1737 ухвалою Синоду викликаний до Санкт-Петербурга для висвячення в сан архімандрита та відправлення до посольства в Лондоні. Проте Григорович послався на хворобу й завдяки підтримці архієпископа Київського, Галицького і всієї України Р. Заборовського уникнув цієї повинності.
Близько 1739 став економом Братського монастиря, зробив внесок у добробут його та Києво-Могилянської академії. 1740 викликано до Москви, але знову «через хворобу» залишився в Києві.
У цей час велася справа про поновлення видачі на утримання КМА 200 рублів із Генеральної скарбниці канцелярії. Єпископ Псковський, Ізборський і Нарвський С. Калиновський радив архієпископу Р. Заборовському для успішного просування цієї справи «приказать страпать честному отцу Вікарію Григоровичу» і його чи когось іншого «выслать в Санктпетербурх для небезнадежнаго о том старанія». У травні 1740 Григорович виїхав до Санкт-Петербурга та Москви «для сбора подаяній». Справа закінчилась успішно.
3 липня 1742 ухвалою Синоду та клопотанням митрополита Ростовського і Ярославського А. Мацієвича Григоровича призначено екзаменатором ставлеників та викладачем Ростовської славено-руської школи при архієрейській кафедрі. Але він відпросився на обітницю до Київського Братського монастиря, куди прибув 16 серпня 1742. Тут згодом і помер.